# バカサバイバー
『バカサバイバー』は、2004年11月3日に発売されたウルフルズ26枚目のシングル。発売元は東芝EMI（現・ユニバーサルミュージックジャパン）。

## 解説
これまで在籍した東芝レーベルからキャピトルレーベルに移籍して初のシングル。
DVD付初回限定盤とCDのみ通常盤の2形態で発売。CD EXTRA仕様のスペシャル映像特典として『ポスカムTVCM』・『ポスカムTVCM（メイキング）』『まいどハッピー・ポスカムTVCM（演説篇）』『ポスカムTVCM（党首篇）』が収録されている。
振付は西田一生（西田プロジェクト）が担当した。
音楽ゲーム「ドンキーコンガ3 食べ放題! 春もぎたて50曲♪」（任天堂）、「jubeat ripples」（コナミ）に収録されている。

## 収録曲
全編曲：ウルフルズ
1. バカサバイバー
  - 作詞・作曲：トータス松本
2. まいどハッピー
  - 作詞：ウルフルケイスケ・トータス松本 作曲：ウルフルケイスケ

### 初回限定盤DVD
1. 歌
2. バカサバイバー（ライブ）

## メディアでの使用
| 楽曲           | タイアップ                                                                                   |
| -------------- | -------------------------------------------------------------------------------------------- |
| バカサバイバー | テレビ朝日系アニメ『ボボボーボ・ボーボボ』後期オープニングテーマ                             |
| バカサバイバー | ニンテンドー ゲームキューブ専用ソフト『ボボボーボ・ボーボボ 脱出!!ハジケ・ロワイアル』主題歌 |
| バカサバイバー | 関西テレビ『千原ジュニアの座王』オープニングテーマ                                           |
| バカサバイバー | NHK総合 夜ドラ『あなたのブツが、ここに』 エンディングテーマ                                  |
| まいどハッピー | グリコ『ポスカム』CMソング                                                                   |

## 入場曲・登場曲としての使用
総合格闘家として活動している青木真也が、西口プロレス出演時の焙煎TAGAIが入場曲として使用。のちに青木のニックネームにもなった。
青木真也は、この曲を選んだ理由として、ノリの良さと前奏の短さを挙げている。